# Tavaresia thompsoniorum
Tavaresia thompsoniorum är en oleanderväxtart som beskrevs av E. van Jaarsveld och R. Nagel. Tavaresia thompsoniorum ingår i släktet Tavaresia och familjen oleanderväxter. Inga underarter finns listade i Catalogue of Life.